# Caius Julius Caesar Strabo Vopiscus
Pour le poète tragique du milieu du VIIe siècle, voir Caius Julius Caesar Strabo Vopiscus (poète).
Pour les articles homonymes, voir Iulius Caesar.
Caius Julius Caesar Strabo Vopiscus (Vopisque en français) est un avocat, homme politique et écrivain romain, né vers 130 av. J.-C. et assassiné en 87 av. J.-C. au cours des massacres qui suivirent l'entrée dans Rome de Marius et de Cinna. Orateur à succès, il est l'un des protagonistes du dialogue de Cicéron de Oratore.

## Biographie

### Famille
Il appartient à la branche des Iulii Caesares de la gens Iulia, dont le membre le plus célèbre est Jules César, qui était son arrière-arrière-petit-neveu.
Caius Julius Caesar Strabo Vopiscus est le fils de Lucius Julius Caesar II et de son épouse Poppilia et le frère cadet de Lucius Julius Caesar III, consul en 90 av. J.-C. et censeur l'année suivante.

### Vie publique
En 103 av. J.-C., Caesar Strabo est un avocat en vue ; il défend les habitants de Sardaigne qui se plaignent des exactions financières de leur préteur Titus Albucius
 ; il oblige ainsi Albucius à s'exiler à Athènes,.
En 90 av. J.-C., Caesar Strabo est édile, et prononce de nombreux discours devant le peuple,.
En 89 av. J.C., Caesar Strabo confiant dans sa popularité se porte candidat au consulat pour l'année 88 av. J.-C., mais le  tribun de la plèbe Sulpicius Rufus s’oppose à sa candidature qui en sautant l'étape de la préture ne respecte pas les usages du cursus honorum,.
En 87 av. J.-C., Caesar Vopiscus, son frère Lucius et d'autres personnages illustres sont tués au cours des massacres qui suivirent l'entrée dans Rome de troupes de Marius et de Cinna. Leurs têtes coupées sont exposées à la tribune des Rostres.

## L'orateur et l'écrivain
Comme orateur, sa qualité principale était son don de la plaisanterie et de l'humour, pour traiter tous les sujets de façon gaie et enjouée. Dans le De oratore de Cicéron, il défend l'importance de l'humour dans l'art oratoire et expose l'utilisation, distinguant la raillerie, qui donne le ton à l'ensemble du discours, et les bons mots, placés en traits vifs et rapides.
0n lui connait cette répartie lors d'un différend qui l'opposait à Sylla alors préteur : « tu as raison de penser que ta charge est à toi ; car si tu la possèdes, c'est bien pour l'avoir achetée », sous-entendant que Sylla avait payé les électeurs.
Il est l'auteur de tragédies sur des thèmes grecs, dont il reste quelques fragments. Trois titres sont connus : Adrastus, Tecmesa et Teutras.